# جام طلایی کونکاکاف ۲۰۱۹
جام طلایی کونکاکاف ۲۰۱۹ پانزدهمین دوره جام طلایی کونکاکاف بود که با شرکت تیم‌های عضو کونکاکاف (آمریکای شمالی، آمریکای مرکزی و کارائیب) برگزار شد. در پایان مسابقات تیم ملی فوتبال مکزیک برای هشتمین بار به مقام قهرمانی رسید.

## ورزشگاه‌ها

### ایالات متحده آمریکا
| پاسادینا، کالیفرنیا (Los Angeles area) | دنور | هیوستون | هیوستون |
| -------------------------------------- | --- | --- | --- |
| ورزشگاه رز بول                         | ورزشگاه سپورتس اتورتی ات مایل‌های | ورزشگاه رلاینت | ورزشگاه بی‌بی‌وی‌ای کامپس |
| ظرفیت: ۹۰٬۸۸۸                          | ظرفیت: ۷۶٬۱۲۵ | ظرفیت: ۷۱٬۷۹۵ | ظرفیت: ۲۲٬۰۳۹ |
|                                        | | | |
| شارلوت، کارولینای شمالی                | سینت‌پال، مینه‌سوتالس آنجلسگلندیل، آریزونافیلادلفیاشارلوت، کارولینای شمالیفریسکو، تگزاسکلیولند، اوهایوکانزاس‌سیتی، کانزاسدنورنشویل، تنسیهیوستونپاسادینا، کالیفرنیاشیکاگوهریسون، نیوجرسی · | سینت‌پال، مینه‌سوتالس آنجلسگلندیل، آریزونافیلادلفیاشارلوت، کارولینای شمالیفریسکو، تگزاسکلیولند، اوهایوکانزاس‌سیتی، کانزاسدنورنشویل، تنسیهیوستونپاسادینا، کالیفرنیاشیکاگوهریسون، نیوجرسی · | سینت‌پال، مینه‌سوتالس آنجلسگلندیل، آریزونافیلادلفیاشارلوت، کارولینای شمالیفریسکو، تگزاسکلیولند، اوهایوکانزاس‌سیتی، کانزاسدنورنشویل، تنسیهیوستونپاسادینا، کالیفرنیاشیکاگوهریسون، نیوجرسی · |
| ورزشگاه بنک آو آمریکا                  | سینت‌پال، مینه‌سوتالس آنجلسگلندیل، آریزونافیلادلفیاشارلوت، کارولینای شمالیفریسکو، تگزاسکلیولند، اوهایوکانزاس‌سیتی، کانزاسدنورنشویل، تنسیهیوستونپاسادینا، کالیفرنیاشیکاگوهریسون، نیوجرسی · | سینت‌پال، مینه‌سوتالس آنجلسگلندیل، آریزونافیلادلفیاشارلوت، کارولینای شمالیفریسکو، تگزاسکلیولند، اوهایوکانزاس‌سیتی، کانزاسدنورنشویل، تنسیهیوستونپاسادینا، کالیفرنیاشیکاگوهریسون، نیوجرسی · | سینت‌پال، مینه‌سوتالس آنجلسگلندیل، آریزونافیلادلفیاشارلوت، کارولینای شمالیفریسکو، تگزاسکلیولند، اوهایوکانزاس‌سیتی، کانزاسدنورنشویل، تنسیهیوستونپاسادینا، کالیفرنیاشیکاگوهریسون، نیوجرسی · |
| ظرفیت: ۷۵٬۵۲۵                          | سینت‌پال، مینه‌سوتالس آنجلسگلندیل، آریزونافیلادلفیاشارلوت، کارولینای شمالیفریسکو، تگزاسکلیولند، اوهایوکانزاس‌سیتی، کانزاسدنورنشویل، تنسیهیوستونپاسادینا، کالیفرنیاشیکاگوهریسون، نیوجرسی · | سینت‌پال، مینه‌سوتالس آنجلسگلندیل، آریزونافیلادلفیاشارلوت، کارولینای شمالیفریسکو، تگزاسکلیولند، اوهایوکانزاس‌سیتی، کانزاسدنورنشویل، تنسیهیوستونپاسادینا، کالیفرنیاشیکاگوهریسون، نیوجرسی · | سینت‌پال، مینه‌سوتالس آنجلسگلندیل، آریزونافیلادلفیاشارلوت، کارولینای شمالیفریسکو، تگزاسکلیولند، اوهایوکانزاس‌سیتی، کانزاسدنورنشویل، تنسیهیوستونپاسادینا، کالیفرنیاشیکاگوهریسون، نیوجرسی · |
|                                        | سینت‌پال، مینه‌سوتالس آنجلسگلندیل، آریزونافیلادلفیاشارلوت، کارولینای شمالیفریسکو، تگزاسکلیولند، اوهایوکانزاس‌سیتی، کانزاسدنورنشویل، تنسیهیوستونپاسادینا، کالیفرنیاشیکاگوهریسون، نیوجرسی · | سینت‌پال، مینه‌سوتالس آنجلسگلندیل، آریزونافیلادلفیاشارلوت، کارولینای شمالیفریسکو، تگزاسکلیولند، اوهایوکانزاس‌سیتی، کانزاسدنورنشویل، تنسیهیوستونپاسادینا، کالیفرنیاشیکاگوهریسون، نیوجرسی · | سینت‌پال، مینه‌سوتالس آنجلسگلندیل، آریزونافیلادلفیاشارلوت، کارولینای شمالیفریسکو، تگزاسکلیولند، اوهایوکانزاس‌سیتی، کانزاسدنورنشویل، تنسیهیوستونپاسادینا، کالیفرنیاشیکاگوهریسون، نیوجرسی · |
| فیلادلفیا                              | سینت‌پال، مینه‌سوتالس آنجلسگلندیل، آریزونافیلادلفیاشارلوت، کارولینای شمالیفریسکو، تگزاسکلیولند، اوهایوکانزاس‌سیتی، کانزاسدنورنشویل، تنسیهیوستونپاسادینا، کالیفرنیاشیکاگوهریسون، نیوجرسی · | سینت‌پال، مینه‌سوتالس آنجلسگلندیل، آریزونافیلادلفیاشارلوت، کارولینای شمالیفریسکو، تگزاسکلیولند، اوهایوکانزاس‌سیتی، کانزاسدنورنشویل، تنسیهیوستونپاسادینا، کالیفرنیاشیکاگوهریسون، نیوجرسی · | سینت‌پال، مینه‌سوتالس آنجلسگلندیل، آریزونافیلادلفیاشارلوت، کارولینای شمالیفریسکو، تگزاسکلیولند، اوهایوکانزاس‌سیتی، کانزاسدنورنشویل، تنسیهیوستونپاسادینا، کالیفرنیاشیکاگوهریسون، نیوجرسی · |
| ورزشگاه لینکولن فایننشال فیلد          | سینت‌پال، مینه‌سوتالس آنجلسگلندیل، آریزونافیلادلفیاشارلوت، کارولینای شمالیفریسکو، تگزاسکلیولند، اوهایوکانزاس‌سیتی، کانزاسدنورنشویل، تنسیهیوستونپاسادینا، کالیفرنیاشیکاگوهریسون، نیوجرسی · | سینت‌پال، مینه‌سوتالس آنجلسگلندیل، آریزونافیلادلفیاشارلوت، کارولینای شمالیفریسکو، تگزاسکلیولند، اوهایوکانزاس‌سیتی، کانزاسدنورنشویل، تنسیهیوستونپاسادینا، کالیفرنیاشیکاگوهریسون، نیوجرسی · | سینت‌پال، مینه‌سوتالس آنجلسگلندیل، آریزونافیلادلفیاشارلوت، کارولینای شمالیفریسکو، تگزاسکلیولند، اوهایوکانزاس‌سیتی، کانزاسدنورنشویل، تنسیهیوستونپاسادینا، کالیفرنیاشیکاگوهریسون، نیوجرسی · |
| ظرفیت: ۶۹٬۱۷۶                          | سینت‌پال، مینه‌سوتالس آنجلسگلندیل، آریزونافیلادلفیاشارلوت، کارولینای شمالیفریسکو، تگزاسکلیولند، اوهایوکانزاس‌سیتی، کانزاسدنورنشویل، تنسیهیوستونپاسادینا، کالیفرنیاشیکاگوهریسون، نیوجرسی · | سینت‌پال، مینه‌سوتالس آنجلسگلندیل، آریزونافیلادلفیاشارلوت، کارولینای شمالیفریسکو، تگزاسکلیولند، اوهایوکانزاس‌سیتی، کانزاسدنورنشویل، تنسیهیوستونپاسادینا، کالیفرنیاشیکاگوهریسون، نیوجرسی · | سینت‌پال، مینه‌سوتالس آنجلسگلندیل، آریزونافیلادلفیاشارلوت، کارولینای شمالیفریسکو، تگزاسکلیولند، اوهایوکانزاس‌سیتی، کانزاسدنورنشویل، تنسیهیوستونپاسادینا، کالیفرنیاشیکاگوهریسون، نیوجرسی · |
|                                        | سینت‌پال، مینه‌سوتالس آنجلسگلندیل، آریزونافیلادلفیاشارلوت، کارولینای شمالیفریسکو، تگزاسکلیولند، اوهایوکانزاس‌سیتی، کانزاسدنورنشویل، تنسیهیوستونپاسادینا، کالیفرنیاشیکاگوهریسون، نیوجرسی · | سینت‌پال، مینه‌سوتالس آنجلسگلندیل، آریزونافیلادلفیاشارلوت، کارولینای شمالیفریسکو، تگزاسکلیولند، اوهایوکانزاس‌سیتی، کانزاسدنورنشویل، تنسیهیوستونپاسادینا، کالیفرنیاشیکاگوهریسون، نیوجرسی · | سینت‌پال، مینه‌سوتالس آنجلسگلندیل، آریزونافیلادلفیاشارلوت، کارولینای شمالیفریسکو، تگزاسکلیولند، اوهایوکانزاس‌سیتی، کانزاسدنورنشویل، تنسیهیوستونپاسادینا، کالیفرنیاشیکاگوهریسون، نیوجرسی · |
| نشویل، تنسی                            | سینت‌پال، مینه‌سوتالس آنجلسگلندیل، آریزونافیلادلفیاشارلوت، کارولینای شمالیفریسکو، تگزاسکلیولند، اوهایوکانزاس‌سیتی، کانزاسدنورنشویل، تنسیهیوستونپاسادینا، کالیفرنیاشیکاگوهریسون، نیوجرسی · | سینت‌پال، مینه‌سوتالس آنجلسگلندیل، آریزونافیلادلفیاشارلوت، کارولینای شمالیفریسکو، تگزاسکلیولند، اوهایوکانزاس‌سیتی، کانزاسدنورنشویل، تنسیهیوستونپاسادینا، کالیفرنیاشیکاگوهریسون، نیوجرسی · | سینت‌پال، مینه‌سوتالس آنجلسگلندیل، آریزونافیلادلفیاشارلوت، کارولینای شمالیفریسکو، تگزاسکلیولند، اوهایوکانزاس‌سیتی، کانزاسدنورنشویل، تنسیهیوستونپاسادینا، کالیفرنیاشیکاگوهریسون، نیوجرسی · |
| ورزشگاه نیسان                          | سینت‌پال، مینه‌سوتالس آنجلسگلندیل، آریزونافیلادلفیاشارلوت، کارولینای شمالیفریسکو، تگزاسکلیولند، اوهایوکانزاس‌سیتی، کانزاسدنورنشویل، تنسیهیوستونپاسادینا، کالیفرنیاشیکاگوهریسون، نیوجرسی · | سینت‌پال، مینه‌سوتالس آنجلسگلندیل، آریزونافیلادلفیاشارلوت، کارولینای شمالیفریسکو، تگزاسکلیولند، اوهایوکانزاس‌سیتی، کانزاسدنورنشویل، تنسیهیوستونپاسادینا، کالیفرنیاشیکاگوهریسون، نیوجرسی · | سینت‌پال، مینه‌سوتالس آنجلسگلندیل، آریزونافیلادلفیاشارلوت، کارولینای شمالیفریسکو، تگزاسکلیولند، اوهایوکانزاس‌سیتی، کانزاسدنورنشویل، تنسیهیوستونپاسادینا، کالیفرنیاشیکاگوهریسون، نیوجرسی · |
| ظرفیت: ۶۹٬۱۴۳                          | سینت‌پال، مینه‌سوتالس آنجلسگلندیل، آریزونافیلادلفیاشارلوت، کارولینای شمالیفریسکو، تگزاسکلیولند، اوهایوکانزاس‌سیتی، کانزاسدنورنشویل، تنسیهیوستونپاسادینا، کالیفرنیاشیکاگوهریسون، نیوجرسی · | سینت‌پال، مینه‌سوتالس آنجلسگلندیل، آریزونافیلادلفیاشارلوت، کارولینای شمالیفریسکو، تگزاسکلیولند، اوهایوکانزاس‌سیتی، کانزاسدنورنشویل، تنسیهیوستونپاسادینا، کالیفرنیاشیکاگوهریسون، نیوجرسی · | سینت‌پال، مینه‌سوتالس آنجلسگلندیل، آریزونافیلادلفیاشارلوت، کارولینای شمالیفریسکو، تگزاسکلیولند، اوهایوکانزاس‌سیتی، کانزاسدنورنشویل، تنسیهیوستونپاسادینا، کالیفرنیاشیکاگوهریسون، نیوجرسی · |
|                                        | سینت‌پال، مینه‌سوتالس آنجلسگلندیل، آریزونافیلادلفیاشارلوت، کارولینای شمالیفریسکو، تگزاسکلیولند، اوهایوکانزاس‌سیتی، کانزاسدنورنشویل، تنسیهیوستونپاسادینا، کالیفرنیاشیکاگوهریسون، نیوجرسی · | سینت‌پال، مینه‌سوتالس آنجلسگلندیل، آریزونافیلادلفیاشارلوت، کارولینای شمالیفریسکو، تگزاسکلیولند، اوهایوکانزاس‌سیتی، کانزاسدنورنشویل، تنسیهیوستونپاسادینا، کالیفرنیاشیکاگوهریسون، نیوجرسی · | سینت‌پال، مینه‌سوتالس آنجلسگلندیل، آریزونافیلادلفیاشارلوت، کارولینای شمالیفریسکو، تگزاسکلیولند، اوهایوکانزاس‌سیتی، کانزاسدنورنشویل، تنسیهیوستونپاسادینا، کالیفرنیاشیکاگوهریسون، نیوجرسی · |
| کلیولند، اوهایو                        | گلندیل، آریزونا (فینیکس، آریزونا area) | شیکاگو | هریسون، نیوجرسی (نیویورک area) |
| ورزشگاه کلیولند براونز                 | ورزشگاه دانشگاه فینکس | ورزشگاه سلجر فیلد | ورزشگاه ردبول آرنا |
| ظرفیت: ۶۷٬۸۹۵                          | ظرفیت: ۶۳٬۴۰۰ | ظرفیت: ۶۱٬۵۰۰ | ظرفیت: ۲۵٬۰۰۰ |
|                                        | | | |
| لس آنجلس                               | فریسکو، تگزاس (دالاس‌فورت وورث area) | سینت‌پال، مینه‌سوتا (سینت پل-مینیاپولیس area) | کانزاس‌سیتی، کانزاس (کانزاس‌سیتی، میزوری area) |
| Banc of California Stadium             | ورزشگاه تویوتا | Allianz Field | ورزشگاه چیلدرنز مرسی |
| ظرفیت: ۲۲٬۰۰۰                          | ظرفیت: ۲۰٬۵۰۰ | ظرفیت: ۱۹٬۴۰۰ | ظرفیت: ۱۸٬۴۶۷ |
|                                        | | | |

### کاستاریکا
| سان خوزه (کاستاریکا) · | سان خوزه              |
| سان خوزه (کاستاریکا) · | ورزشگاه ملی کاستاریکا |
| سان خوزه (کاستاریکا) · | ظرفیت: ۳۵٬۱۷۵         |
| سان خوزه (کاستاریکا) · |                       |

### جامائیکا
| کینگستون، جامائیکا · | کینگستون          |
| کینگستون، جامائیکا · | Independence Park |
| کینگستون، جامائیکا · | ظرفیت: ۳۵٬۰۰۰     |
| کینگستون، جامائیکا · |                   |